# Henning von Tresckow
Pour les articles homonymes, voir Tresckow.
Henning von Tresckow est un Generalmajor allemand, né le 10 janvier 1901 à Magdebourg et mort le 21 juillet 1944 à Ostrow, près de Białystok en Pologne. Pendant la Seconde Guerre mondiale, il devient un opposant à Adolf Hitler et est l’un des principaux organisateurs de l’attentat du 20 juillet 1944 qui a failli coûter la vie au dictateur.

## Biographie

### Origine et jeunesse
Henning von Tresckow (de) a grandi dans une fratrie composée de deux frères et de deux sœurs, dans une famille protestante de stricte observance : ce facteur va sans doute jouer un rôle dans son opposition aux nazis[réf. nécessaire]. Par ailleurs, il est issu d'une lignée de vieille noblesse prussienne. Son père était général de cavalerie et son grand-père maternel, le comte Robert von Zedlitz-Trützschler, ministre de l'Instruction en Prusse. Il est aussi le gendre du général von Falkenhayn, chef de l’État-Major général de l'Armée allemande de 1914 à 1916.

### Première Guerre mondiale
Engagé le 15 août 1917, en tant que Fahnenjunker, Tresckow est affecté au 1er régiment à pied de la Garde. Devenu l’un des plus jeunes sous-lieutenants de l'Armée prussienne en juin 1918, Henning von Tresckow reçoit la croix de fer 1re classe, pendant la seconde bataille de la Marne.

### Entre-deux-guerres
Après la Grande Guerre, Tresckow participe à la répression des spartakistes, puis il démissionne de la Reichswehr en 1920 pour se consacrer à des études de droit et d'économie qu'il ne mène pas à leur terme.
Pour des raisons familiales, il réintègre rapidement l'armée, où il fait une carrière rapide. Il sert dans le 9e régiment d'infanterie. Sur le plan militaire, Tresckow a notamment élaboré avec le général von Manstein le plan victorieux d'invasion de la France par les Ardennes en 1940. 
Partisan du rattachement du corridor de Dantzig à l'Allemagne, Tresckow s'oppose à l’Anschluss et à l'invasion de la Tchécoslovaquie.

### Seconde Guerre mondiale
Henning von Tresckow a surtout laissé son nom dans l'histoire pour avoir été l'un des organisateurs de plusieurs attentats contre Adolf Hitler, dont celui du 20 juillet 1944 avec Claus von Stauffenberg. D'abord affecté dans la 21e division d'infanterie, où il commande une compagnie, Tresckow est affecté fin 1939 dans la 228e Infanteriedivision. Il est affecté en décembre 1940 dans le groupe d'armées B, puis sur le front de l'Est dans le groupe d'armées Centre en juin 1941. Là, il s'insurge contre le traitement que les SS réservent aux civils, mais aussi contre le fonctionnement des camps de concentration. Il prend dès lors contact avec Ludwig Beck, Carl Friedrich Goerdeler et Hans Oster. Le 1er avril 1942, Tresckow est promu Oberst à l'état-major du groupe d'armées Centre. Le 2 janvier 1943, il y reçoit la Deutsches Kreuz en or. En mars 1943, alors qu'il est commandant d'un bataillon sur le front de l'Est, Tresckow participe notamment au complot visant à éliminer Hitler à Smolensk. L'explosif, dissimulé dans deux bouteilles de cognac, devait se déclencher dans l’avion ramenant Hitler à Berlin. Le complot échoua, la bombe n'ayant pas explosé en raison, probablement, de la trop basse température de la soute. Cette explication n'est pas partagée par Fabian von Schlabrendorff qui a récupéré les bouteilles à Berlin.
Il accepte quelques jours plus tard de faire visiter à Hitler une exposition de prise de guerre dont il est le commissaire et de se faire sauter avec lui (le 23 mars 1943). Mais Hitler quitte l'exposition plus tôt que prévu. 
Henning von Tresckow participe l'année suivante à l'attentat du 20 juillet 1944, avec Claus von Stauffenberg. Après l'échec de l'attentat, il se suicide.  Il se fait sauter avec une grenade pour faire croire à une attaque de partisans soviétiques et dissimuler son implication, afin de mettre sa famille à l'abri des représailles. Cependant, la Gestapo l'a nommé « la tête de la conspiration » (dit en latin : « spiritus rector »). Après la découverte de son rôle dans l'attentat, son corps est exhumé et brûlé dans le crématorium du camp de concentration à Sachsenhausen.
Son épouse, Erika von Falkenhayn (de), et ses enfants survivent néanmoins à la guerre.

## Décorations
- Croix de fer (1914)
  - 2e classe[5]
- Croix d'honneur
- Agrafe de la croix de fer (1939)
  - 2e classe
- Croix de fer (1939)
  - 1re classe

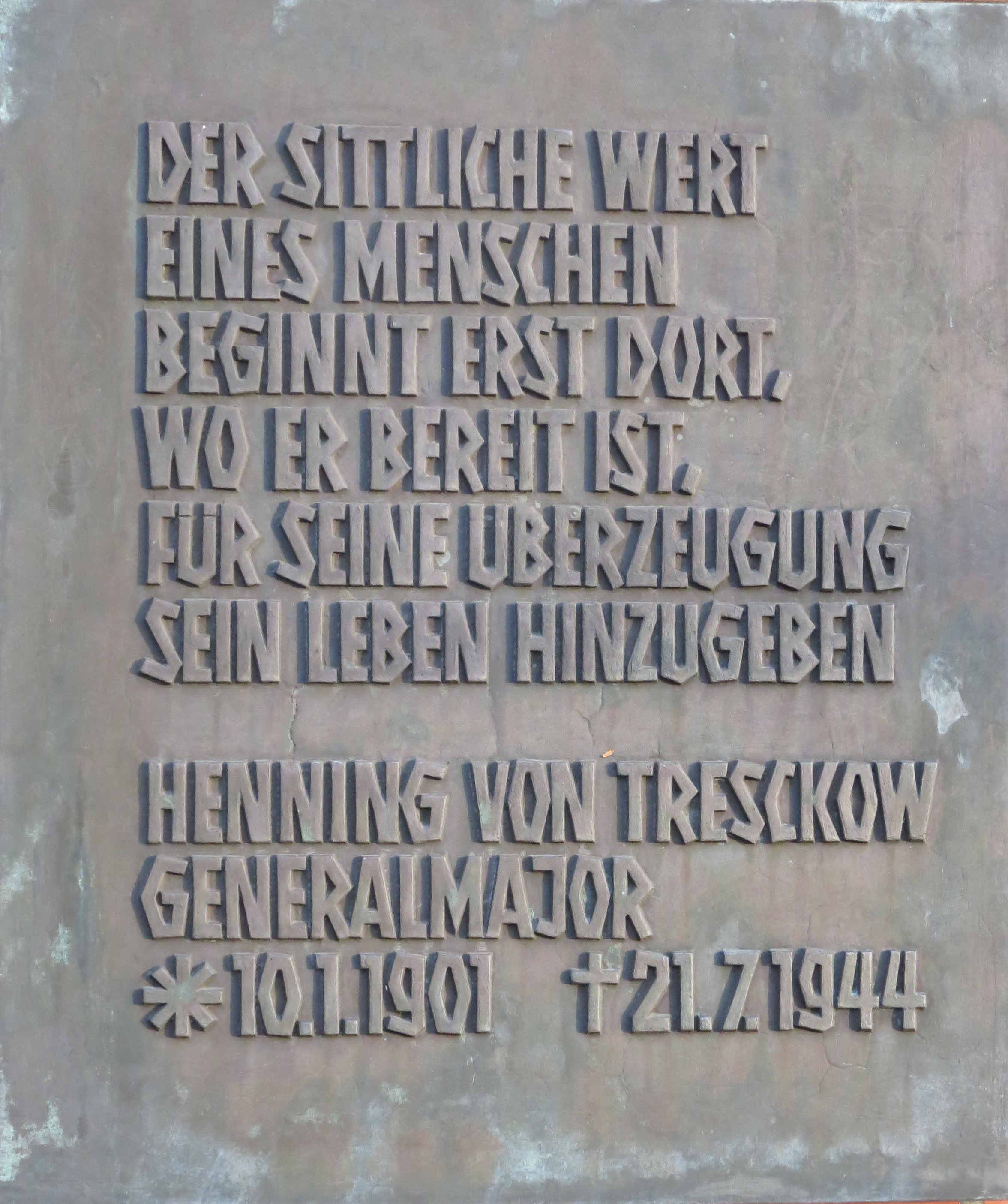
Plaque à l'entrée principale de la caserne Henning-von-Tresckow à Oldenbourg (Basse-Saxe).

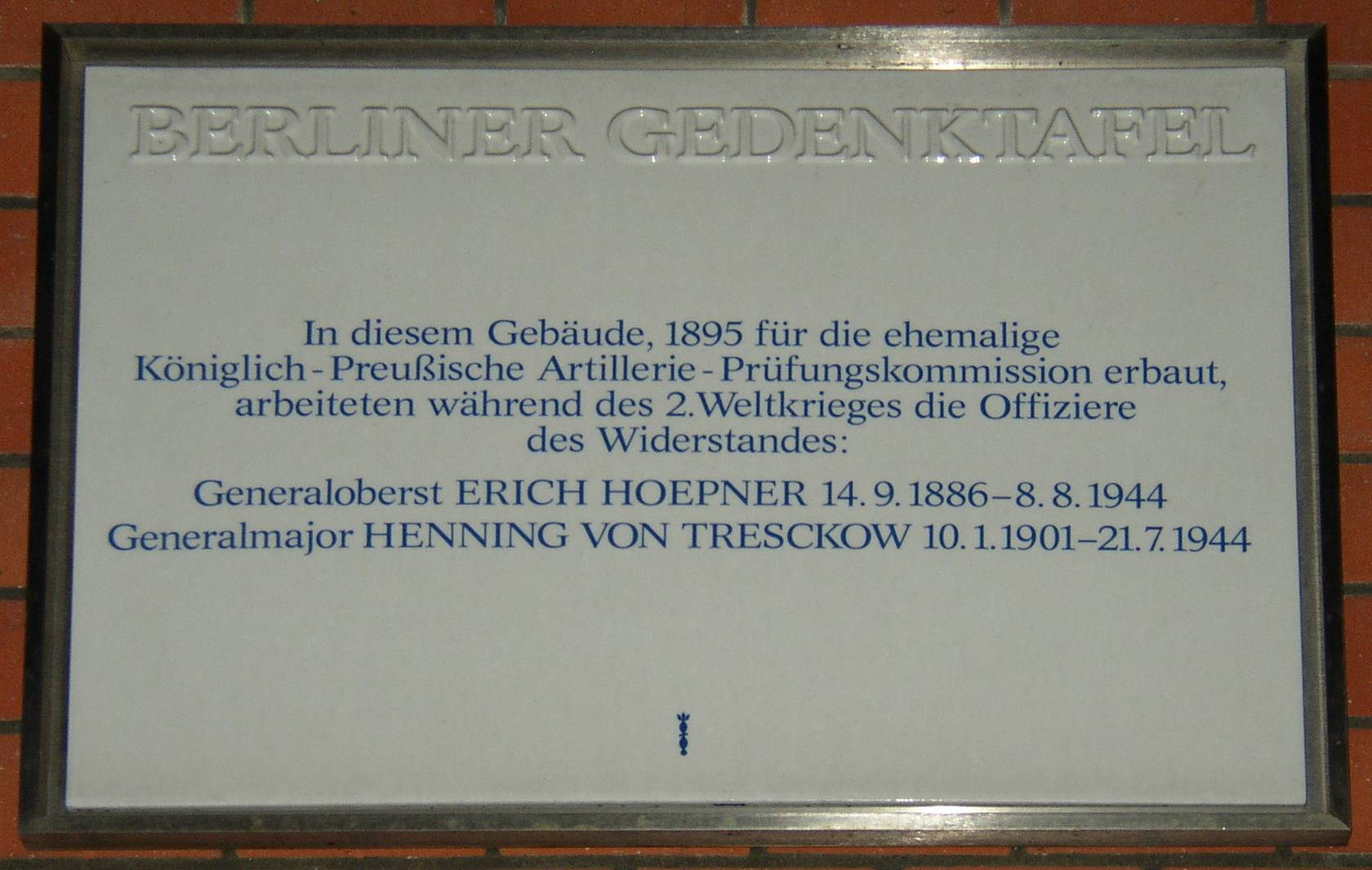
Plaque commémorative en l'honneur des généraux Hoepner et Tresckow dans le à Berlin.

- Médaille de service de longue durée de la Wehrmacht 4e et 3e classes
- Croix allemande en or le 2 janvier 1943[6]

## Filmographie
Le film Walkyrie, sorti en France le 28 janvier 2009, retrace les événements de l'attentat du 20 juillet 1944. Stauffenberg y est incarné par Tom Cruise et Tresckow par l'acteur britannique Kenneth Branagh.